# Cyclophora orbicularia
Cyclophora orbicularia là một loài bướm đêm trong họ Geometridae.